# Bereeda
Bereeda (ook: Barēdá, Bareeda, Bereda) is een groot dorp in het noorden van het district Alula, regio Bari, Somalië.
 Bereeda ligt in het deel van Somalië dat behoort tot de semiautonome 'staat' Puntland. 
Bereeda ligt aan de kust aan de uiterste noordoostpunt van Somalië, ca. 25 km ten westen van Kaap Gardafui waar de wateren van de Indische Oceaan en de Golf van Aden elkaar ontmoeten. Bereeda heeft geen haven; bootjes worden op het strand getrokken. Direct achter het dorp rijzen de Buuraha Faliya-bergen op tot een hoogte van max. 521 meter.

Plaatsjes in de buurt zijn Olog, Ceel-Quud, Seen Yar en de districtshoofdstad Alula (op ca. 35,5 km).

## Klimaat
Bereeda heeft een woestijnklimaat; er valt vrijwel geen neerslag, slechts ca. 29 mm per jaar met een klein 'piekje' in november van 15 mm, de helft van de jaarlijkse hoeveelheid. De gemiddelde jaartemperatuur bedraagt 26,8 °C. De warmste maand is juni, gemiddeld 29,4 °C; de koelste maand is februari, gemiddeld 24,7 °C.